# بيبي دي
بيبي دي (بالإنجليزية: Baby Dee)‏ هي كاتبة غنائية وعازفة بيانو وموسيقية ومغنية مؤلفة أمريكية، ولدت في 1953 في كليفلاند في الولايات المتحدة.

## وصلات خارجية
- بيبي دي على موقع ميوزك برينز (الإنجليزية)
- بيبي دي على موقع أول ميوزيك (الإنجليزية)
- بيبي دي على موقع ديسكوغز (الإنجليزية)